# Piggies (chanson)
Pour les articles homonymes, voir Piggies.
Pistes de The Beatles
Blackbird
(11) Rocky Raccoon
(13)
Piggies est une chanson des Beatles, écrite par George Harrison et parue sur leur « Album blanc », homonyme, le 22 novembre 1968. Harrison s'y moque des membres de l'Establishment, appelés les « piggies » (« les cochons »). Elle a été enregistrée les 19 et 20 septembre ainsi que le 10 octobre 1968 aux studios EMI.

## Lien avec l'affaire Manson
De toutes les chansons écrites par George Harrison (avec les Beatles ou en solo), Piggies est celle qui a le plus embarrassé la carrière de son auteur. Les critiques trouvèrent la caricature des bourgeois un peu simpliste. Mais c'est surtout lorsque le meurtrier Charles Manson crut déceler des messages dans diverses chansons de l'album, particulièrement dans Piggies et Helter Skelter. En effet, Manson considérait Piggies comme un appel au meurtre et on retrouva sur les lieux de ses crimes (chez Sharon Tate, Leno LaBianca et Gary Hinman) les inscriptions « pig » (« cochon ») et « Death to pigs » (« mort aux porcs ») en lettres de sang. Manson avait notamment retenu du texte, la phrase « What they need's a damm good whacking » (Ce dont ils ont besoin, c'est une bonne fessée).
L'histoire veut pourtant que ce soit la mère de George Harrison qui ait suggéré, à l'origine, de faire rimer « backing » et « lacking » avec « whacking », alors que ce dernier était en panne d'inspiration.

## Analyse musicale
Le thème est similaire à celui de George Orwell dans son livre La Ferme des animaux, où les cochons sont utilisés pour représenter les puissants de la société.

## Fiche technique

### Interprètes
- George Harrison : guitare acoustique, chant, chœurs
- John Lennon : effets sonores, chœurs,
- Paul McCartney : basse, chœurs
- Ringo Starr : tambourin, grosse caisse
- George Martin : arrangement des cordes
- Chris Thomas : clavecin
- Eric Bowie : violon
- Henry Datyner : violon
- Norman Lederman : violon
- Ronald Thomas : violon
- Keith Cummings : violon alto
- John Underwood : violon alto
- Eldon Fox : violoncelle
- Reginald Kilbey : violoncelle

### Équipe de production
- Chris Thomas : producteur
- Ken Scott : ingénieur du son
- Mike Sheady : ingénieur du son

Comme à l'habitude, George Martin est crédité comme producteur sur l'album, à la place de Chris Thomas et malgré son absence durant la majorité de l'enregistrement de la chanson.